# Cryptoprocta spelea
Cryptoprocta spelea (Фоса велетенська) — вимерлий вид котовидих родини Фаланукові. Грандідьє (1902) описав велику форму Cryptoprocta ferox на основі субфосильного матеріалу, що належить до голоцену на Мадагаскарі й назвав цю форму spelea, що означає «печерний, порожнинний». Згодом існували різні думки щодо справедливості цього таксона. Гудман та ін. (2004) розглянули та проаналізували 159 субфосильних і 32 сучасних остеологічних зразків Cryptoprocta і прийшли до висновку, що це були дійсно два види, які існували на Мадагаскарі в недавньому геологічному минулому. Враховуючи розмір Cryptoprocta spelea, його масивні щелепи, великі зуби, він повинен був бути грізним хижаком і, звичайно, здатним взяти більшу здобич, ніж існуючий C. ferox. Досвід показує, що ці дві форми Cryptoprocta могли бути відокремлені досить добре в розмірі, щоб мати можливість співіснувати. За оцінками вага Cryptoprocta spelea була 17—20 кг.

## Історія дослідження
У 1902 році французький зоолог — Гійом Грандідьє описав викопні рештки м'ясоїдних з двох печер на Мадагаскарі, як більший "різновид" фоси, що є заральноприйнятим (Cryptoprocta ferox) і назвав її spelea, що означає "печерна". Г. Петі, пишучи в 1935 році, вважав spelea окремим видом тварини. Чарльз Ламбертон зробив порівняння викопних решток і живих Cryptoprocta в 1939 році і погодився з Петі у визнанні двох окремих видів, назвавши цей вид за зразком, знайденим в печері Анказоабо поблизу містечка Ітамполо — "печерним". Однак Ламбертон, очевидно, мав щонайбільше три скелети фоси, чого було недостатньо, щоб охопити діапазон варіацій цього виду, і деякі пізніші автори не розділяли Cryptoprocta spelea і Cryptoprocta ferox, як окремі види. Стівен Гудман та його колеги, використовуючи більші зразки, склали інший набір вимірювань Cryptoprocta, який був опублікований у статті 2004 року. Вони виявили, що деякі викопні Cryptoprocta виходять за межі діапазону варіацій сучасного C. ferox, і визначили їх, як представників Cryptoprocta spelea.